# 白佐光
白佐光（1933年1月—2011年4月8日），又名尼果来不然·上蒡，曾用名白长云，男，哈尼族，云南元阳人，中华人民共和国政治人物，曾任云南省人大常委会副主任，第六届全国人大代表。